# Kalevi Lehtovirta
Kalevi Lehtovirta (Turku, 1928. február 20. – 2016. január 10.) válogatott finn labdarúgó, csatár, edző.

## Pályafutása

### Klubcsapatban
1947 és 1950 között a Turun Weikot labdarúgója volt. 1951 és 1953 között a Pyrkivä Turku csapatáben szerepelt. 1953 és 1957 között a másodosztályú francia Red Star FC játékosa volt. 1957-ben hazatért és a TPS együttesében szerepelt. 1962-ig lépett pályára és ebben az évben a csapat vezetőedzője is volt. 1965-ig volt a TPS játékosa, de 1962 után már nem játszott az első csapatban.

### A válogatottban
1947 és 1959 között 44 alkalommal szerepelt a finn válogatottban és 13 gólt szerzett. Tagja volt az 1952-es helsinki olimpián részt vevő válogatottnak.